# Buchanania insignis
Buchanania insignis là một loài thực vật có hoa trong họ Đào lộn hột. Loài này được Blume mô tả khoa học đầu tiên năm 1850.